# 王子ファンシーランド
王子ファンシーランド（おうじファンシーランド）は、岡山県玉野市にかつて存在した遊園地である。

## 概要
およそ1985年頃から企画と事業化の準備を開始し1987年にメインキャラクターの「チェリーミミ」を始めとしたキャラクターと意匠類を策定後、1989年（平成元年）3月23日に第三セクター「玉野レクリエーション総合開発」（初代社長/杉本道雄）の運営により、ゴルフ場「瀬戸大橋カントリークラブ」と同時に開園した。当時はバブル経済の絶頂期であったが、リゾート法との絡みにより遊園地のみの開発が許可されなかった為、「ゴルフ場開発」と「遊園地開発」をセットにして開発したといわれている。開園時のキャッチコピーは『子供たちの、ときめき体験ゾーン 玉野 王子ファンシーランド』だった。
開園当時は35万人の客で賑わったが、その後は入場者数は低迷した。1995年（平成7年）に起こった阪神・淡路大震災が影響して入場者数が大幅に激減し、経営不振のため同年12月4日で営業を終えた。
1996年（平成8年）に土地・建物・施設がサンヨープレジャーに賃貸された。同社は子会社であるおもちゃ王国を設立し、ファンシーランドの設備をリニューアルして新しいテーマパークをオープンさせた。
ゴルフ場は2016年時点でも運営されているが、2016年6月15日に元々の開発会社「玉野レクリエーション総合開発」が43億円の負債を抱えて破綻し、民事再生法の申請を行った。

## テーマソング（主題歌）
声優の笠原弘子が王子ファンシーランドのテーマソングを歌っていた。開園当初は何度か園内でのイベントにも呼び、イベントも行った。
「ファンシーランドのテーマソング」（王子ファンシーランド主題歌）
- 作詞：白峰美子／作曲：Sachiko／編曲：片倉三起也／歌：笠原弘子

「チェリーミミのワン・ツー・ステップ」（テレビローカル番組「チェリーミミのワン・ツー・ステップ」（後述）主題歌）
- 作詞：内藤綾子／作曲・編曲：松下一也／歌：笠原弘子（コーラス：藤枝成子、合野琢真、坂本真綾）

※2016年現在、上記二曲の楽曲については作詞者又は作曲者又は編曲者の何れかがJASRAC無信託の為、CDソフトなどでの復刻や通信カラオケなどでの配信を含めた物が停止されている。

### 主題歌以外の劇伴(BGM)
「空のパレード」「ウィンドヒルチャーチ」「メイキャップハウス マスカット」「ジャッキーの家」「ビグロン ワイナリー」「海のパレード」「マイクロフォースのテーマ」「太陽のパレード」「ミステリーハウス」「ミート・ア・ファンシーランド」の各曲がBGMとして制作されており、王子ファンシーランド園内で販売していたミュージックテープ（カセットテープ 品番COL-010／価格1000円／発売：日本コロムビア）に収録されていた。これらの劇伴(BGM)は、当時の王子ファンシーランド園内で環境音楽とアトラクション用のBGMとして流れていたり、チェリーミミを始めとしたキャラクターが園内を巡ったパレードでも使用された。

## マスコットキャラクター チェリーミミについて
ホワイトの肌にピンク色のオーバーオールを着たウサギのマスコットキャラクター「チェリーミミ」とその家族、友達がいた。チェリーミミの家族構成は、パパ、ママ、ミミ、おじいちゃん、おばあちゃんの五人（五匹）家族で、チェリーミミと仲間たちは園内の「チェリータウン」に住んでいるという設定だった。これらのキャラクター達は全て東映動画でデザインされ、デザイニングは同社の美術チーフだった土田勇が担当した。
「チェリーミミ」のネーミングは元々、王子ファンシーランドのコーポレートカラー(企業ロゴなどの主なカラー)が鮮やかなピンク色で、ミミの普段着のピンク色のオーバーオールとウサギの内耳のピンク色が新鮮な果物の「チェリー」を連想させた事、ウサギの特長が「耳」(ミミ)である事を掛け合わせたものである。
チェリーミミの声は、声優の冬馬由美が1989年の開園から1995年の閉園まで一貫して担当した。園内で登場していたチェリーミミを始めとするキャラクター（着ぐるみ）の操演は、王子ファンシーランドの専属社員が担当をしていた。また、チェリーミミの着ぐるみのデザインは、第一期（1989年～1992年頃）と、第二期（1992年頃～閉園まで）の二種類があり、第二期は頭身が上がったややスリムで、より愛らしいミミの姿になっていた。

## 登場キャラクター
- ビグロン（チェリータウン町長／ワイナリーのオーナー）声：銀河万丈
- チェリーミミ（写真館の長女）声：冬馬由美
- ミミのパパ（写真館のオーナー）声：野田圭一
- ミミのママ（写真館のチーフ）声：山口奈々
- ミミのおじいちゃん
- ミミのおばあちゃん
- ゴーグルサム（町のいたずら者）声：龍田直樹
- ジャッキー（町のいたずら者）声：千葉繁
- モグラのモック（チェリーミミの親友）声：冬馬由美
- こぶたのマスカット（チェリーミミの親友）
- ぶたのシャーチュー（飲食店経営）
- バンバンジー（飲食店経営）
- イヌのタロー（チェリーミミの親友）
- イヌのジロー（チェリーミミの親友）
- ホンカン（警察官）声：佐藤正治
- ハリネズミのハリオ
- コウモリのドキュラ
- ゴールドマン（謎の黄金怪盗）声：野田圭一

※協力：青二プロダクション
※声優、冬馬由美はチェリーミミとモグラのモックの二役を担当していた。
※これらのキャラクターは、アニメーション映画「チェリータウン物語」やファンシーランドの園内にも実際に着ぐるみで登場した。

## アニメ映画「チェリータウン物語」について
王子ファンシーランドの開園に合わせて製作されたアニメーションの短編映画（約12分）が「チェリータウン物語」で園内の映画館では休園日を除くほぼ毎日上映されていた。詳しいスタッフなどは以下の通り。

### スタッフ
- 原作：土田勇
- 製作：王子ファンシーランド
- 企画：村山賢郎、伊藤幾夫、辻忠直
- プロデューサー：平賀豊彦、秦秀信
- 音楽：三隅吾一
- 製作担当：佐伯雅久
- 脚本：島田満
- 撮影監督：白井久男（スタジオウッド）
- 美術監督：小林祐子、有川知子
- キャラクターデザイン・作画監督：山口泰弘
- 監督：有迫俊彦
- 絵コンテ：笠井由勝
- 原画：山口泰弘、須田正巳 他
- 動画：永島英樹、柴野雅幸 他
- 背景：小林祐子、有川知子
- 仕上：佐久間ヨシ子、板坂泰江 他
- 特殊効果：堰合昇
- 撮影：池上元秋、鈴木典子 他
- 編集：福光伸一
- 録音：今関種吉
- 効果：伊藤道広（E&M）
- 選曲：佐藤添野（ビモス）
- 演出助手：藤瀬順一、小坂春女
- 製作進行：藤橋秀行
- 仕上進行：小椋正豊
- 美術進行：御園博
- 録音スタジオ：タバックスタジオ
- 現像：東映化学
- 製作協力：東映動画
- 製作著作：王子ファンシーランド

### 声の出演
- チェリー：冬馬由美
- チェリーのパパ・ミスターゴールドマン：野田圭一
- チェリーのママ：山口奈々
- ビグロン市長：銀河万丈
- ジロー：鈴木富子
- マスカット：鶴ひろみ
- ジャッキー：千葉繁
- ゴーグルサム：龍田直樹

協力：青二プロダクション

## 過去の営業時間など
- 朝10時から夕方5時

※季節により若干変動あり。
- 休園日：毎週火曜日と2月12日-25日、12月28日-1月1日。

## 過去の入園料など
一般料金
- 大人、高校生、中学生：900円
- 小学生、幼稚園児、保育園児(3歳以上)：500円

団体料金
- 大人、高校生、中学生：800円
- 小学生、幼稚園児、保育園児(3歳以上)：450円

学校割引(遠足、修学旅行生のみ適用)
- 大人、高校生、中学生：700円
- 小学生、幼稚園児、保育園児(3歳以上)：400円
- フリーパス(大人、高校生、中学生)：1500円※入園料を含む
- フリーパス(小学生、幼稚園児、保育園児(3歳以上))：1300円※入園料を含む

※団体は25人以上から適用、100人、200人単位で割引率の変更あり。
※入園料のみ支払いで一般団体または遠足入園の場合は「特別乗物券」あり。
駐車料金
- 乗用車：300円（1台につき。1300台収容可能）
- バス：500円（1台につき。30台収容可能）

園内施設利用料金
- 映画館（ポピーシネマシアター）：300円※2作品共通。
- ホーンテッドハウス：200円
- マイクロフォース：300円
- フェリカホイール：200円
- ウェーブスィンガー：300円
- サンバ：200円
- メリーゴーラウンド：200円
- チボリコースター：200円
- 大観覧車：400円
- ちびっこ砦：200円
- 射的(1プレイ)：200円
- ガレオン：300円
- ティーカップ：200円
- バイキングボート：100円
- ロードトレイン(1回乗車)：200円
- コンボイ：200円
- ゴーカート：1人乗り400円、2人乗り600円
- バンパーボート：1人乗り400円、2人乗り600円
- サイクルライダー：200円
- ロックンロール：200円
- ちびっこバルーン(チェリーミミのふわふわバルーン)：200円

## 過去の施設など
- メインエントランスゲート（チケットブース、総合案内所併設）
- 花時計（チェリータウン花時計）
- ゴールドバンク（銀行/ストラクチュア）
- 郵便局（ストラクチュア）
- 電話局（ストラクチュア）
- バルーンショップ
- アクセサリーショップ（キャラクターグッズショップ）
- ギャラリー（画廊/キャラクターグッズショップ）
- 雑貨店（キャラクターグッズショップ）
- スナック（ストラクチュア）
- 駅舎（ロードトレインステーション/発着所）
- 風車小屋の店（キャラクターグッズショップ）
- 広告棟（イベント告知棟）
- 写真館 チェリーミミの家（フォトショップ）
- 消防署（ストラクチュア）
- 病院（ストラクチュア）
- ゲームハウス
- ポピーシネマシアター（→チェリータウン映画館（映画「チェリータウン物語」と「マイクロフォース」を上映）
- ホーンテッド・ハウス（おばけ屋敷）
- 団体休憩所
- 農場
- トイレ
- 一般休憩所
- レストランA（テント内ステージに隣接）
- レストランB（園内奥、野外ステージのそば）
- ワイナリーハウス（ビグロンの家）
- ウィンド・ビル・チャーチ（→チェリータウン教会）
- メイクハウス
- ポリスボックス（ホンカンの駐在所）
- チェリータウンホテル（ストラクチュア）
- スポーツ用品店（タローの家）
- 自転車店（ジローの家）
- 射的コーナー
- おもちゃ店
- 民芸店
- 喫茶コーナー
- 軽食コーナー
- コインロッカー
- 床屋（ストラクチュア）
- 酒場（ストラクチュア）
- 多目的イベントホール（マイクロフォース館と併設）
- マイクロフォース館
- 王子ファンシーランド管理棟
- 野外ステージ（チェリータウンのぬいぐるみショーを上演）
- 湿性植物園（園内奥、大観覧車のそば）

※これらの施設は、チェリータウンが「町」(まち)である設定から、全て建物（ストラクチュア）として園内に設置され、外観がそれぞれの店舗風になっていたが店内はファンシーショップやキャラクターグッズのショップなどになっていた。玉野レクリエーション総合開発直営のショップは当時の園内に4店舗あった。チェリーミミの家は実際の写真館になっており、幼児や子供、家族が記念写真(有料)を専属カメラマンによって撮影してもらえるフォトショップになっていた。また、多目的ホールは「マイクロフォース」(70ミリ3D映画)を上映する為の建物も兼ねていたり、チェリータウン映画館ではアニメ「チェリータウン物語」(35ミリ/約12分)を毎日上映していた。

## 過去のアトラクション
- フェリスホイール（キャメロット観覧車）
- 大観覧車
- ウェーブスインガー
- サンバ
- ガレオン
- メリーゴーラウンド
- ロックンロール
- チボリコースター
- バンパーボート
- バイキングボート
- ティーカップ
- ドラゴンボート
- ちびっこバルーン（チェリーミミのふわふわバルーン）
- ロードトレイン
- ゴーカート
- コンボイ
- サイクルライダー
- ちびっこ砦

※これらの機械式遊戯施設（アトラクション）の建設・設置は主に岡本製作所が担当した。

## 過去のイベント・ショー
ファンシーランド園内の「屋外ステージ」（マイクロフォース館のそば、園内の奥）で行われていたレギュラーショーがあった。1989年の開園時はステージ部分に天蓋（屋根）が無く、完全な屋外ステージだったが後に日よけの天蓋が設置され、ステージが改良された。ショーは平日、祝祭日共に1日4回（10時、11時30分、14時、16時30分）からのパターンで公演され、1ステージ約22分で、ショーのメインタイトルは「チェリーミミのぬいぐるみショー」で、サブタイトルとして各演目のタイトルがステージに掲げられていた。ぬいぐるみショーに登場するキャラクターは、チェリーミミ（主人公）、ミミのパパ、ミミのママ、ゴーグルサム、ジャッキー、MC（司会のお姉さん）などだった。ショーの終了後にはチェリーミミや登場キャラクターとの握手会や写真撮影会なども行われた。また、イベントとして毎朝10時の開園時にチェリーミミと仲間のマスカットやミミのパパ、ママなどのチェリータウンの住人が来場者をお迎えした。園内ではレギュラーショーの時間帯以外にもチェリーミミなどのキャラクターが不定期でグリーティングを行っていた。

### 「チェリーミミのぬいぐるみショー」
- ようこそチェリータウン（1989年 開園時）※開園第1号のショー。チェリーミミとビグロン（町長）がチェリータウンを来場者にショー形式で紹介した演目。
- チェリーミミの夏休み（1989年夏）
- 指輪を探せの巻（1989年秋～）
- ゴーグルサムのガードマンの巻（1989年冬～）
- ミミの一日消防署長の巻（1990年春～）
- ファンシーランドのお正月（1990年1月～1995年1月の各年）

※出演キャラクターは、チェリーミミ、ミミのパパ、ミミのママ、ミミのおじいちゃん、ミミのおばあちゃん、ゴーグルサム、ジャッキー、ビグロンなど。

## テレビ番組
OHKテレビ（岡山放送）で『チェリーミミのワン・ツー・ステップ』という提供番組があり、園内での公開録画も行われた。放送時間は、『めざましテレビ』のローカル枠で午前6時55分から7時00分の間で、めざましテレビ本体はモノラル音声放送だったが、このコーナーだけステレオ音声放送だった。新聞ラテ欄めざましテレビの部分の最後に（6:55〜7:00【S】（Sはステレオ記号）チェリーミミ）と書いてあった。番組自体は『めざまし』の開始以前から放送されており、1993年10月から1994年3月までは『ウゴウゴルーガ』を本編終了と同時に飛び降り、後提供とエンドカードをネットせずに7:27 - 7:30に放送されていた。王子ファンシーランド閉園後はローカル枠廃止でめざましテレビのコーナーをネットするようになる。

## その他
- 王子ファンシーランドの開園を記念して東映動画が製作したアニメーション映画「チェリータウン物語」(35ミリ/10分)があった。同映画はファンシーランドの園内施設で1995年の閉園まで上映されていた。
- ファンシーランド内には3D映画の施設もあり「マイクロフォース」という70ミリ3D映画も上映されていた。（同映画の製作は王子ファンシーランド・東映動画）
- ファンシーランドのキャラクターショーは「チェリーミミのぬいぐるみショー」という名称で、園内のステージで毎日公演されていた。クリスマス、お正月などの特定日には特定日バージョンのショーも公演されていた。